# Brzozowo-Antonie
Brzozowo-Antonie – wieś w Polsce położona w województwie podlaskim, w powiecie białostockim, w gminie Poświętne.
Zaścianek szlachecki Antonie należący do okolicy zaściankowej Brzozowo położony był w drugiej połowie XVII wieku w powiecie suraskim ziemi bielskiej województwa podlaskiego.
Wierni kościoła rzymskokatolickiego należą do parafii Przemienienia Pańskiego w Poświętnem.
Według Narodowego Spisu Powszechnego Ludności i Mieszkań z 2011 roku liczba ludności we wsi Brzozowo-Antonie to 94, z czego 52,1% mieszkańców stanowią kobiety, a 47,9% ludności to mężczyźni. W 2002 roku we wsi Brzozowo-Antonie było 44 gospodarstwa domowe. Wśród nich dominowały gospodarstwa zamieszkałe przez jedną osobę - takich gospodarstw było 20.